# Georgina Bardach
Georgina Bardach Martin (Córdoba, 18 augustus 1983) is een internationaal topzwemster uit Argentinië, die de bronzen medaille won op de 400 meter wisselslag bij de Olympische Spelen in Athene (2004). Eerder eindigde de pupil van trainer Héctor Sosa al als derde op hetzelfde onderdeel bij de wereldkampioenschappen kortebaan (25 meter) in 2002 in Moskou. Bardach vertegenwoordigde haar vaderland op vier opeenvolgende Olympische Spelen: in 2000 (Sydney), 2004 (Athene), 2008 (Peking) en 2012 (Londen).

## Internationale toernooien
| Jaar | Olympische Spelen                                            | WK langebaan                                                | WK kortebaan                            | Pan Pacs      |
| ---- | ------------------------------------------------------------ | ----------------------------------------------------------- | --------------------------------------- | ------------- |
| 2000 | 21e 400m wisselslag                                          |                                                             | geen deelname                           |               |
| 2001 |                                                              | 15e 200m wisselslag 16e 400m wisselslag                     |                                         |               |
| 2002 |                                                              |                                                             | 22e 200m wisselslag · 400m wisselslag   | geen deelname |
| 2003 |                                                              | 26e 200m wisselslag 7e 400m wisselslag                      |                                         |               |
| 2004 | 21e 200m vlinderslag · 13e 200m wisselslag · 400m wisselslag |                                                             | 9e 200m wisselslag 4e 400m wisselslag   |               |
| 2005 |                                                              | 22e 200m vlinderslag 23e 200m wisselslag 6e 400m wisselslag |                                         |               |
| 2006 |                                                              |                                                             | 12e 200m wisselslag 7e 400m wisselslag  | geen deelname |
| 2007 |                                                              | 22e 200m vlinderslag 7e 200m wisselslag 7e 400m wisselslag  |                                         |               |
| 2008 | 37e 200m wisselslag 36e 400m wisselslag                      |                                                             | geen deelname                           |               |
| 2009 |                                                              | geen deelname                                               |                                         |               |
| 2010 |                                                              |                                                             | 26e 200m wisselslag 19e 400m wisselslag | geen deelname |
| 2011 |                                                              | 22e 400m wisselslag                                         |                                         |               |
| 2012 | 34e 400m wisselslag                                          |                                                             | geen deelname                           |               |